# Rait Castle

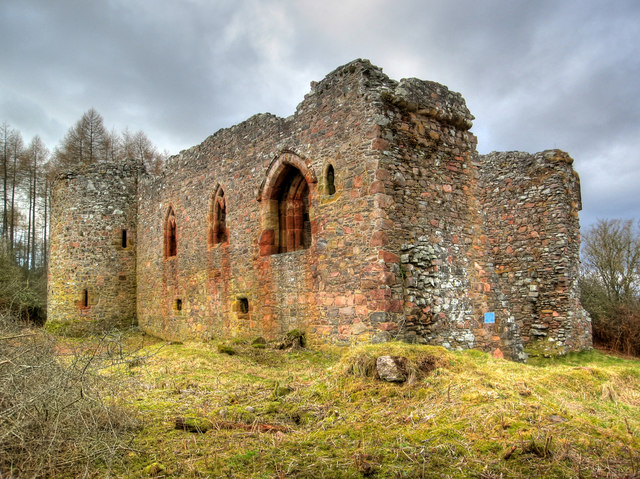
Ruinen von Rait Castle

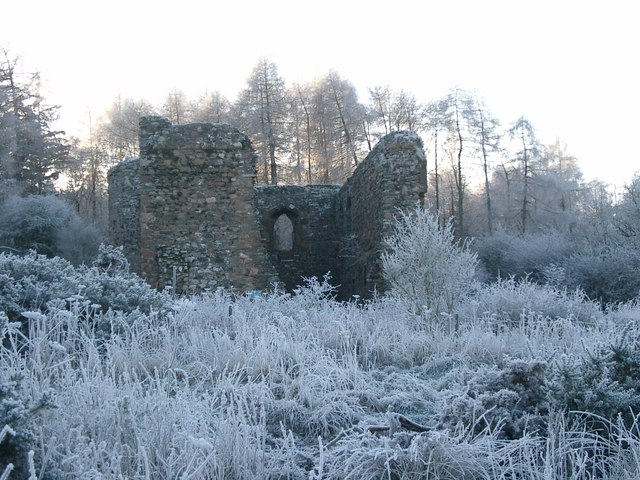
Ruinen von Rait Castle im Winter

Rait Castle ist die Ruine eines Hallenhauses direkt südlich von Nairn in der schottischen Council Area Highland. Das Bauwerk aus dem 13. Jahrhundert gilt als Scheduled Monument.

## Architektur
Die Überreste der Hofmauern sind 2,7 Meter hoch und enthalten auch Überreste der Marienkapelle von Rait. Das Gebäude hatte zwei Stockwerke und bedeckte eine Grundfläche von 20 auf 10 Metern. Das Erdgeschoss hat eine gerade Decke, und darüber liegt der Rittersaal. Der Rittersaal war von außen über eine Treppe erreichbar und durch ein Fallgatter und eine Zugstange gesichert. Die Mauern des Hauses waren fast 1,8 Meter dick. An einer Ecke des Hauses springt ein Turm vor, und auf der Westseite gibt es einen Abortturm, der fast 3,9 Meter vorspringt.

## Geschichte
Das Haus war ursprünglich Eigentum der Familie Comyn, die auch de Rait genannt wurde. Sir Alexander de Rait ermordete den 3. Thane of Cawdor (Clanchef der Calders) und floh dann nach Süden, wo er die Erbin von Hallgreen heiratete. Das Haus ging dann später von Clan Comyn an den Clan Mackintosh und dann an den Clan Campbell of Cawdor über.
1442, als das Haus von den Comyns an die Mackintoshs überging, wurde dort ein Fest für die beiden Familien veranstaltet, das mit der Abschlachtung der meisten Comyns endete. Der Laird beschuldigte seine Tochter, die er durch das ganze Haus jagte. Sie kletterte aus einem Fenster, aber der Laird hackte ihre Hände ab, und sie stürzte in den Tod. Das Haus soll von ihrem Geist heimgesucht werden, der keine Hände mehr hat.
Der Duke of Cumberland soll von der Schlacht von Culloden 1746 in dem Haus geweilt haben, aber der letzte dokumentierte Nachweis des Hauses stammt von 1596.
Die US-amerikanische Sängerin Bonnie Raitt ist eine Nachfahrin des Rait-Clans und besuchte Rait Castle im Jahre 1990.